# Đội tuyển Davis Cup Các Tiểu vương quốc Ả Rập Thống nhất
Đội tuyển Davis Cup Các Tiểu vương quốc Ả Rập Thống nhất đại diện Các Tiểu vương quốc Ả Rập Thống nhất ở giải đấu quần vợt Davis Cup và được quản lý bởi Hiệp hội Quần vợt Các Tiểu vương quốc Ả Rập Thống nhất.
Các Tiểu vương quốc Ả Rập Thống nhất hiện tại thi đấu ở Nhóm III khu vực châu Á/Thái Bình Dương. Họ từng về đích thứ 3 ở Nhóm III năm 2002.

## Lịch sử
Các Tiểu vương quốc Ả Rập Thống nhất lần đầu tiên tham gia Davis Cup vào năm 1993.

## Đội hình hiện tại
- Omar Alawadhi
- Fares Al Janahi
- Mahmoud Nader Al Blooshi
- Abdulla Ahli